# André Roche
André Roche (* 1952 in Südfrankreich) ist ein freiberuflicher Illustrator.

## Werdegang
Roche besuchte ein Hotelfachgymnasium in Straßburg und kam nach bestandenem Hotelfachtechniker-Diplom (BTH) nach Deutschland, um seine Kenntnisse der deutschen Sprache zu vertiefen. Nach Anstellungen in diversen Gastronomieunternehmen, darunter dem Restaurant Tantris in München, blieb er in dieser Stadt und lernte aus Neugier den Beruf des Trickfilmanimators (Zeichentrick und Claymation) in verschiedenen Trickfilmstudios. Seit 1975 ist er als selbständiger Illustrator für die Verlags- und Werbebranche tätig.
Als Zeichner und Maler entwarf und zeichnete er mit seinem Autoren- und Zeichnerteam etwa 160 Comic-Geschichten sowie zahlreiche Merchandising-Illustrationen von Biene Maja, sowie weitere von Nils Holgersson, Tao Tao, Tom und Jerry, Alice im Wunderland, Wickie, Donald Duck, Micky Maus, Heidi und Der Rosarote Panther.
Er ist höchstwahrscheinlich einer der ersten Künstler weltweit, der bereits Ende der 1970er Jahre konsequent die Airbrush-Maltechnik zur Einfärbung von Comic-Figuren und deren Umfelder benutzte. Die Comic-Figuren erhielten dadurch eine Dreidimensionalität, die bis dato nicht gebräuchlich war und erst Jahrzehnte später durch die Entwicklung und Verbreitung elektronischer Grafikprogrammen üblich wurde.
Als aktives Mitglied des deutschen Comic-Verbandes ICOM (1981) gehörte Roche mit Achim Schnurrer, Riccardo Rinaldi, Ingo Stein, Burkhard Ihme, Hansi Kiefersauer, Horst Berner, Eckart Sackmann, Hartmut Becker, Michael und Thomas Musal und Gerd Zimmer zu einer Gruppe von Comic-Schaffenden, denen es 1984 gelang, in Erlangen ein Comic-Festival mit städtischer Unterstützung zu etablieren. Dieser Salon findet seitdem im zweijährlichen Turnus statt.
Parallel dazu malte er Titelbilder, Cartoons und Illustrationen für verschiedenen Zeitschriften wie Das Rechtsmagazin, Das Industriemagazin und die Funkschau.
Ab 1983 begann er, Figuren u. a. für das Kinderüberraschungsei von Ferrero zu kreieren. Die ersten waren Ergänzungsfiguren zu den Serien Happy Frogs (1986) und den Tapsy Törtels (1987). Er zeichnete die Modelliervorlagen und die Puzzles für die Lizenzserien Tao Tao, Pumuckl, das Dschungelbuch, die Biene Maja, Donald Duck, die Schlümpfe, die Aristocats und Micky Maus.
1987 kreierte er für Ferrero eigene Figuren, die Happy Hippos, die in den späteren Jahren mehrmals in verschiedenen Konstellationen neu erschienen: im Fitness-Fieber, auf dem Traumschiff, Die Happy Hippo Company, Die Happy Hippo Hochzeit, Die Happy Hippo Hollywood Stars, Das Hipperium (eine von George Lucas autorisierte Persiflage von seiner Trilogie Star Wars), Die Happy Hippo Talent Show. Der Erfolg der Happy Hippos-Figuren brachte Ferrero dazu, neue Produkte, den Kinder Happy Hippo Snack und den Happy Hippo Cacao auf den Markt zu bringen. Es folgten die Teeny Tapsy Törtels (= Tartallegre), die Crazy Crocos, die Peppy Pingos, die Drolly Dinos (später Dapsy Dinos genannt), die Funny Fanten, die Bingo Birds, die Top Ten Teddies, die Hanny Bunny's und die Pinky Piggys.
Mehrere davon wurden weltweit für die Promotion verschiedener Produkte von Ferrero wiederholt benutzt, teilweise unter anderen Namen. Roche realisierte für diese Serien ebenfalls die Fernseh-Werbespots in Zeichentricktechnik für den deutschsprachigen Markt.

## Illustrationen für Bücher
- „Rauchen Sie?“ (Autor: Eckart Frimberger), 1974 Socio-Medico-Verlag
- „Hits & Songs“ (Autoren: Mike Eulner & Jacky Dreksler), 1982 Edition Metropol Musik Verlag
- „Guitar Instrumentals“ (Autor: Mike Eulner), 1983 Edition Metropol Musik Verlag
- „Wikie der Wikinger“ 3 Beiträge in der Comics-Kompilation „Peliculas Tomo 62“ / 1984 Ediciones Recreativas / 1977 Taurus Film
- „Hits, Songs & Oldies“ (Autoren: Mike Eulner und Jacky Dreksler), 1986 Edition Metropol Musik Verlag
- „Comics für Afrika“, 3 Beiträge in einer Benefiz-Kompilation diverser Autorencomics / 1986 Edition Quasimodo
- „Videotechnik vor Gericht“, 2006 Wefgo-Verlag
- „Auf der Baustelle“ (ISBN 3-614-53237-2), 2007 Pestalozzi Verlag
- „Bei der Feuerwehr“ (ISBN 3-614-53236-4), 2007 Pestalozzi Verlag
- „Im Zoo“, 2007 Schwager & Steinlein Verlag
- „Dinosaurier“ (ISBN 3-614-53238-0), 2007 Pestalozzi Verlag
- „Mystères et boules de glace“ (Geheimnisse und Eiskugeln) (ISBN 978-2-35127-012-7), 2008 Cosmogone (französisch)

## Illustrationen für Zeitschriften
- „Industriemagazin“/Verlag moderne Industrie AG / Cover-Illustrationen für die Ausgaben 4/83, 3/84 und 2/85
- „Computer-Schau“/Franzis-Verlag: Illustration in der Ausgabe 5/85
- „Rechtsmagazin für die Wirtschaft“/Richard Boorberg Verlag: zahlreiche Cartoons für die Ausgaben 3/86 bis 7/88
- „Funkschau - Magazin für elektronische Kommunikation“: mehrere Cover-Illustrationen für div. Ausgaben von 1982 bis 1985
- „Run“/CW-Publikation, München: Illustration in einer Ausgabe vom Jahr 1987
- „Chip-Das Mikrocomputer-Magazin“/ Vogel Verlag & Druck / Doppelseitiger Cartoon in der Ausgabe 6/90
- „Physis Computer“/Physis Verlagsgesellschaft mbH / Doppelseitiger Cartoon in der Ausgabe 4/90
- „Figura - Das unabhängige Sammlermagazin“/Verlag W. Wächter, Bremen: Cover-Headline
- „AV-Live“ (bzw. bis Juni 2006: „AV-Invest“ genannt) / Wefgo-Verlag: je ein Cartoon in jeder Ausgabe dieser Fachzeitschrift seit Januar 2006.

## Illustrationen für Tonträger
- „Maja + Willi: 'Ich bin der faule Willi' + 'Fliegen'“ Single-Cover / Deutsche Grammophon/Polydor / 1976 Apollo-Film
- „Die Biene Maja“: LP-Cover für die Folgen N° 3, 4 und 5 / 1980 Deutsche Grammophon/Polydor / 1976 Apollo-Film
- „Captain Future“: LP-Cover für die Folge 2 / 1981 Deutsche Grammophon/Polydor / 1981 Toei Doga
- „Nils Holgersson“: LP-Cover für die Folgen 1, 4, 5, 6, 7, 8, 9, 10 / Deutsche Grammophon/Polydor, 1982 Merchandising München
- „Panki“-Illustrationen für 9 Hörspiel-Cover (1987 > 1989) von CBS / Tinus Musik Verlag
- „Happy Hippo Hits“: CD-Cover, Booklet und Label / 1997 BMG Ariola Media / Ferrero

## Illustrationen für Spiele
- „Die kleinen Elefanten“, Puzzle-Reihe, erschienen 1992 bei Ravensburger
- „Fröhliche Dschungeltage“, Puzzle-Reihe, erschienen 1994 bei Ravensburger
- „Hand in Hand“: Spiel von Alex Randolph, erschienen bei FX Schmid, München

## Figurenkreation und Illustrationen für die Werbung und die Verlagsbranche
André Roche kreierte zahlreiche Figuren für die Werbe- und Verlagsindustrie, darunter:
- 1967–1987: viele Nebenfiguren für die „Biene Maja“-Comicserie.
- 1978: die Figur „Archibald“, Held einer Comic-Serie vom Schlagerstar Christian Anders, erschienen im „Freizeit-Magazin“.
- 1985: Der kleine Indio „Lachito“, erschienen 1986 im Benefiz-Sammelalbum „Comics für Afrika“ vom Quasimodo-Verlag, Dormagen.
- 1983: Der Musketier „Atrix“ für Beiersdorf.
- 1985: Die Hasen der Serie „Rabbit“ für den Hersteller von Kunststoffschulartikel „Donau Plastik“ (Biella-Group).
- 1985: Eine ganze Tierwelt für einen Schüler-Stundenplan von Texas Instruments.
- 1986: Die Figuren „Tex, Bodewa & Friend“ für den deutschen „Zentralverband Raumausstatterhandwerk“.
- 1986: die Kinder „Parfenacchio, Nystatinchen & Kurt“ für „Cyanamid“
- 1987: Die „Happy Hippos“ für das Produkt „Kinderüberraschung“ des Schokoladenherstellers Ferrero. Es folgten die „Teeny Tapsy Törtels“, die „Crazy Crocos“, die „Peppy Pingos“, die „Dapsy/Drolly Dinos“, die „Funny Fanten“, die „Bingo Birds“ und „Top Ten Teddies“, die in verschiedenen Länder teilweise unter anderen Namen vermarktet wurden.
- 1988: Straußenvögel für eine Ariel-Werbekampagne von Procter & Gamble.
- 1989: Die Figur „Werdy“ als Sympathieträger für eine Kampagne der Gewerkschaft der deutschen Polizei
- 2000: Mehrere Erdnuss-Gesichter für die Fa. Ültje.
- 2004: Eine Reihe von Clowns für den deutschen Wurstwarenhersteller Noelke.
- 2005 und 2007: Zwei Serien von Dschungeltieren für „Noelke“.

## Arbeiten mit Lizenzfiguren
- „Der Rosarote Panther“: Serie ganzseitiger Comics / 1975 Kronen-Zeitung, Graz / Mirtsch-Geoffrey D-F
- „Die Biene Maja“ (ISBN 3-87624-086-7) 1976 Pestalozzi Verlag / 1976 Zuijo Eizo/Apollo Film
- „Die Biene Maja lernt fliegen“ 1976 Pestalozzi Verlag / 1976 Zuijo Eizo/Apollo Film
- „Die Biene Maja und der Honig“ 1976 Pestalozzi Verlag / 1976 Zuijo Eizo/Apollo Film
- „Die Biene Maja entdeckt die Ameisen“ 1976 Pestalozzi Verlag / 1976 Zuijo Eizo/Apollo Film
- „Die Biene Maja“: Serie von 4 Minibücher („Die Verwandlung“, „Wo der Honig herkommt“, „Das Gewitter“, „Gefährliche Abenteuer“) Pestalozzi Verlag / 1976 Zuijo Eizo
- „Das neue Biene Maja Buch“ (ISBN 3-87624-123-5) 1978 Pestalozzi Verlag / 1978 Zuijo Eizo/Apollo Film
- „Die Biene Maja“: 2. Serie von 4 Minibücher („Die freche Ameise“, „Der Frosttag“, „Maja wird gefangen“, „Maja rettet den Bienenstock“) Pestalozzi Verlag / 1976 Zuijo Eizo
- „Die Biene Maja und die Maus“ (ISBN 3-87624-226-6) 1979 Pestalozzi Verlag / 1979 Apollo Film
- „Die Biene Maja und die Maus / Der Leuchtkäfer“ (ISBN 3-87624-238-X) 1979 Pestalozzi Verlag 1979 Apollo Film, Wien
- „Die Biene Maja und die Maus / Willis Blume“ (ISBN 3-87624-237-1) 1979 Pestalozzi Verlag 1979 Apollo Film, Wien
- „Die Biene Maja und die Maus / Die Schaukel“ (ISBN 3-87624-240-1) 1979 Pestalozzi Verlag 1979 Apollo Film, Wien
- „Die Biene Maja und die Maus / Das Kunststück“ (ISBN 3-87624-239-8) 1979 Pestalozzi Verlag 1979 Apollo Film, Wien
- "Fix & Foxi-Ausgabe 8/1979: Pauli-Comic "Ist Beppo zu dressieren?", Erich Pabel Verlag, München
- „Nils Holgersson“ (Vorder- und Rückseite) (ISBN 3-8122-8103-1) Unipart Verlag, Stuttgart 1981 Merchandising München
- „Heut' kommt Micky zu Besuch!“ (ISBN 3-87624-677-6) Pestalozzi Verlag / 1983 The Walt Disney Company
- „Knax-Club“-Jahreskalender der Jahre 1983 und 1984 / Deutscher Sparkassenverlag, Stuttgart
- „Tao Tao“ (1983-1985) Zeichnungen und Cover-Illustrationen zahlreicher Storys für diese Comic-Serie vom Bastei Verlag 1984 Apollo Film, Wien
- „Donald Ducks Abenteuer auf dem Bauernhof“ (ISBN 3-87624-703-9) Pestalozzi Verlag / 1984 Walt Disney Productions
- „Donald Duck auf dem Bauernhof“ (Titel-Nr. 04397 6) Bertelsmann Club / 1984 Walt Disney Productions
- „Alice im Wunderland“ (1984): Illustrieren einer Puzzleserie für den Verlag „Ravensburger“ / Apollo Film, Wien
- „Alice im Wunderland“ (1984/1985): Entwurf und Colorierung mehrerer Cover für diese Comic-Serie vom Bastei Verlag, wovon die Geschichten hauptsächlich von Interpubli/Barcelona geliefert wurden.
- „Biene Maja“(1985): Realisation einer Motivserie für Textilartikel der Fa. Schiesser / Apollo Film, Wien
- „Alice im Wunderland“ (1986) Realisation einer Puzzleserie für den Verlag „Ravensburger“ / Apollo Film, Wien
- „Muppet Babies“ (1987): Realisation einer Tischset-Serie für die Marke „Dorette“ / 1985 Henson Associates.
- „Tom & Jerry“ 1987 (ISBN 3-8122-0178-X) Unipart-Verlag, Remseck bei Stuttgart / 1940 Loews Inc~REN 1967 Metro-Goldwyn-Mayer.
- Diverse „Tom & Jerry“-Würfelspiele (z. B. „so ein Käse“) 1988 für  Remus (1940 Loews Inc~REN 1967 MGM)

(Ende der 80er und Anfang der 90er Jahre war Roche autorisierter Lizenzzeichner für „Tom & Jerry“ und „Pink Panther“ für den deutschsprachigen Raum.)
- „Pink Panther in der Wüste“ und „Pink Panther im Wilden Westen“ 1988, 2 160teilige Puzzles für FX Schmid/München / UA
- „Pink Panther beim Sport“ 1988, 4 54teilige Puzzles für FX Schmid / München / UA
- „Panki“-Illustrationen (1987-1989) für 9 Hörspiel-Cover (Fa. CBS), div. Puzzles (Fa. FX Schmid) und Comics / 1987 Tinus Musik Verlag
- „Mach's richtig“ 1989 Verlag Deutsche Polizeiliteratur / D-4010 Hilden
- „Panki“-Illustrationen (1989) für 6 Puzzles der Fa. FX Schmid / München / 1987 Tinus Musik Verlag

## Filmographie
- 1971: Animator bei Cineplast / München der Zeichentrickserie „Le Fennec“ für Telcia Film / Paris.
- 1972: Animator bei Cineplast / München von Zeichentrick-Sequenzen für die Serie „Addams' Family“ von Hanna Barbera Productions.
- 1972/1973: Animator von vier Claymation-Kurzfilmen der Serie „Die Wilden Männer“ für die ZDF-Vorschulserie „Kli-Kla-Klawitter“, und zwar die Episoden: „Chinesisch Essen“, „Bockspringen“, „Musik im Takt“ und „Versteckspielen.“
- 1978: Animator in Tabletop-Stop-Motion-Technik eines TV-Werbespots für Philips-Stereo-Lautsprecher.
- 1978: Animator von Sequenzen zum medizinischen Fortbildungsfilm „Das Glaukom“ für Mediaton.
- 1979: Animation des Werbeblock-Inserts „Giorgio“ für den Südtiroler Fernsehsender „TVS“.
- 1979: Animation von Sequenzen zur medizinischen Fortbildungsfilmserie „Herzrhythmusstörungen“ für Metacon.
- 1979: Erstellung eines Storyboards für das Produkt „Feprazon“ von Boehringer.
- 1981: Erstellung eines Trailers in Zeichentricktechnik für Türk Video.
- 1981: Erstellung des TV-Werbespots „Play OK / Seeräuber“ in Tabletop Stop-Motion Technik für Carrera Century Toys.
- 1983: Erstellung der Tricksequenzen für 6 Episoden der BMW-Lehrfilmenserie „Elektrik/Elektronik“ der M.I.T. Videoproduktion.
- 1983: Illustrationen zum Animatic des Werbespots zum Mercedes-Benz-Modell 190 für Kruse-Film.
- 1985 bis 1998; Realisation zahlreicher TV-Werbespots in Tricktechnik für verschiedenen Erzeugnissen von Ferrero.
- 1989: Animation, Produktion und Erstellung des TV-Spots „Werdy“ für Tele 5.
- 1991: Realisation des Kino-Zeichentrick-Werbespots „Tüte“ für Mientus.
- 1997: Realisation des TV-Werbespots für die CD „Happy Hippo Hits“ von BMG/Ariola.

## Ausstellungen und Präsentationen
Roche stellte seine Arbeiten bei verschiedenen deutschen Comic-Salons aus (München, Erlangen, Frankfurt).
Zum 30. Geburtstag des Produktes „Kinderüberraschungsei“ zeigten 2004 mehrere Ausstellungen in Frankfurt, Rom, Winterthur und Alba ein Großteil seiner für dieses Produkt realisierten Entwicklungen.